# Przemysław Jałowiecki
Przemysław Olaf Jałowiecki (ur. 5 listopada 1954 w Krakowie, zm. 14 stycznia 2023 w Jaworznie) – polski lekarz, profesor nauk medycznych, nauczyciel akademicki, rektor Śląskiego Uniwersytetu Medycznego w Katowicach w kadencjach 2012–2016 i 2016–2020.

## Życiorys
Był synem Bohdana i Hanny Jarosz-Jałowieckiej. Studiował na Uniwersytecie w Algierze i na Wydziale Lekarskim Akademii Medycznej we Wrocławiu. W 1979 uzyskał dyplom lekarza z wyróżnieniem na Śląskiej Akademii Medycznej w Katowicach. Na tej samej uczelni doktoryzował się w 1993 na podstawie rozprawy Wartość prognostyczna niektórych czynników diagnostycznych i metod terapeutycznych u chorych z ciężkimi poresuscytacyjnymi zaburzeniami przytomności, a w 2000 uzyskał stopień doktora habilitowanego w oparciu o rozprawę zatytułowaną Aktualny stan bezpieczeństwa znieczulenia w Polsce. W 2007 otrzymał tytuł profesora nauk medycznych.
Specjalizował się w dziedzinie anestezjologii i intensywnej terapii oraz medycyny ratunkowej. Zawodowo był związany z Wydziałem Nauk Medycznych w Zabrzu swojej macierzystej uczelni. Zajmował tam stanowiska kierownika Oddziału Klinicznego Anestezjologii i Intensywnej Terapii oraz Katedry Anestezjologii, Intensywnej Terapii i Medycyny Ratunkowej. Był prodziekanem, prorektorem ds. szkolenia podyplomowego i prorektorem ds. klinicznych. W 2012 został wybrany na rektora Śląskiego Uniwersytetu Medycznego w Katowicach, a w 2016 uzyskał reelekcję na kolejną kadencję, która upłynęła w 2020.
Był członkiem Polskiego Towarzystwa Lekarskiego, Polskiego Towarzystwa Anestezjologii i Intensywnej Terapii, Polskiego Towarzystwa Medycyny Ratunkowej i innych organizacji branżowych, a także rad programowych i naukowych czasopism medycznych.

## Odznaczenia
Odznaczony Srebrnym Krzyżem Zasługi (2007) i Medalem Komisji Edukacji Narodowej.